# Chiesa di San Giovanni Battista (Acquarossa)
La chiesa parrocchiale di San Giovanni Battista è un edificio religioso che si trova ad Acquarossa (frazione Leontica)), in Canton Ticino.

## Storia
L'edificio viene nominato per la prima volta in documenti del 1204, anche se la sua origine forse è di molto precedente. La pianta è a singola navata con abside semicircolare, anche se la struttura nel corso dei secoli ha subito diversi rimaneggiamenti: nel XV secolo la superficie della costruzione raddoppia, mentre, in seguito ad un devastante incendio nel 1762, negli anni 1778 - 1784 l'edificio viene rifatto in stile tardobarocco su progetto di Tommaso Colonetti. Durante quest'operazione il campanile non venne toccato, rimanendo dunque quello originale fino al 1925, quando venne abbattuto e sostituito in quanto pericolante e a rischio caduta. Nel corso del XX secolo la chiesa è stata sottoposta a ripetuti interventi di restauro.

## Descrizione
La chiesa ha una pianta a navata unica con sei cappelle laterali e coro semicircolare. La copertura è del tipo volta a botte lunettata.